# Kraftwerk Bayswater
Das Kraftwerk Bayswater (englisch Bayswater Power Station) ist ein Kohlekraftwerk in New South Wales, Australien. Es liegt rund 100 Kilometer nordwestlich von Newcastle zwischen den Orten Muswellbrook und Singleton im Hunter Valley, einem Gebiet mit vielen Kohlenminen. Das Kraftwerk ist im Besitz der AGL Energy und wird auch von AGL Energy betrieben.
Der rund einen Kilometer entfernte Lake Liddell wurde als Kühlwasserspeicher angelegt. Das Wasser stammt aus dem Hunter River. Zusammen mit dem einen Kilometer entfernten, am Ufer des Sees gelegenen Kraftwerk Liddell produziert das Kraftwerk Bayswater rund 30 % des Energiebedarfs von New South Wales.

## Daten
Mit einer installierten Leistung von 2,64 GW ist Bayswater eines der leistungsstärksten Kraftwerke in Australien. Die Jahreserzeugung schwankt: sie lag 2009 bei 15,176 Mrd. kWh und 2005 bei 16,867 Mrd. kWh. Dementsprechend variiert der Verbrauch an Steinkohle: er lag 2009 bei 7,2 Mio. t und 2005 bei 8,05 Mio. t. Bayswater dient zur Abdeckung der Grundlast.

## Kraftwerksblöcke
Das Kraftwerk besteht aus insgesamt vier Blöcken, die von 1985 bis 1986 in Betrieb gingen. Die folgende Tabelle gibt einen Überblick:
| Block | Max. Leistung (MW) | Betriebsbeginn | Turbine | Generator | Dampfkessel |
| ----- | ------------------ | -------------- | ------- | --------- | ----------- |
| 1     | 660                | 1985           | Toshiba | Toshiba   | IHI         |
| 2     | 660                | 1985           | Toshiba | Toshiba   | IHI         |
| 3     | 660                | 1986           | Toshiba | Toshiba   | IHI         |
| 4     | 660                | 1986           | Toshiba | Toshiba   | IHI         |